# Pragati Singh
Pragati Singh és una activista índia i líder de la comunitat asexual de l'Índia. Singh va aparèixer a la llista de les 100 dones més inspiradores i influents del món de l'any 2019, elaborada per la BBC. L'any 2014, Singh va descobrir el terme asexual i immediatament s'hi va identificar; més específicament amb el concepte d'asexual gris.

## Trajectòria
Singh és doctora de professió i ha treballat com a professional en la salut pública en els camps de salut materna, infantil i reproductiva a l'Índia.
L'any 2014, Singh va detectar que no hi havia comunitats en línia per als indis que s'identifiquen com a asexuals. Com a resultat d'això va fundar el grup Indian Aces al Facebook. Amb el temps, el grup tenia uns 3000 membres.
El 2017, Singh va crear el motor de cerca d'amistats Platonity, un formulari de Google, inicialment a través de Facebook com Indian Aces, amb l'objectiu que arribés a ser una aplicació mòbil. El propòsit era tenir una plataforma que aparellés persones que busquen una relació no sexual. Es va inspirar en els missatges freqüents online d'aquells que necessitaven ajuda per trobar relacions, i a d'altres a qui la família els obligava a casar-se. Va estudiar una àmplia gamma de característiques, des d'un gradient de sexualitat individual fins a les seves posicions polítiques. A causa del ràpid augment en l'interès del formulari, amb més de 300 entrades de diversos països en dos dies, es va tancar per crear un mètode que pogués acollir més persones. Des de llavors ha organitzat 'trobades offline', sota el mateix nom de Platonicity a Delhi, Bangalore, i Bombai, promovent la celebració de cites ràpides i la construcció de teixit comunitari. Aquestes comunitats ajuden aquells que s'identifiquen com a asexuals a saber que no estan sols. Pel que fa al pagament, el criteri que se segueix és un model pel qual les persones paguen en base a les seves capacitats.
El mateix any, l'estudi d'investigació de Singh sobre l'asexualitat va ser seleccionat i presentat al Congrés Mundial de Salut Sexual, celebrat a Praga. Els resultats d'aquest estudi es van publicar posteriorment en el Journal of Sexual Medicine.
A partir de 2019, Singh va continuar duent a terme tallers de sexualitat, esdeveniments de cites ràpides, així com sessions d'assessorament col·lectiu, augmentant la sensibilització i ajudant a les comunitats asexuals. Després d'una àmplia investigació ha desenvolupat un "model de sexualitat integral". Aquest model segrega la sexualitat en vuit components centrals que formen la identitat sexual. Un altre dels seus objectius futurs és portar aquests tallers a les universitats mèdiques, per portar els seus temes als ulls de més metges.

## Cites[8]
“Moltes persones asexuals no són sexuals. No obstant això, no totes les persones asexuals no són sexuals i no totes les persones no sexuals són asexuals 
Quan Pragati va començar a treballar en la seva investigació sobre sexualitat, sovint rebia missatges com "Pots ajudar-me a trobar parella?", "Els meus pares m’obliguen a casar-me" o "La meva última relació va ser amb un heterosexual habitual i va ser desgraciat per a mi ”.
“Vaig parlar amb molta gent, vaig llegir molt i vaig desenvolupar la meva pròpia comprensió de la sexualitat. Tot plegat em va fer adonar-me que la sexualitat és molt més matisada que jo i la majoria de la gent que m’envoltava teníem l'hàbit de creure ”.
"Intento separar la sexualitat bàsicament en vuit components diferents que constitueixen la identitat sexual de qualsevol persona. Per tant, normalment quan escoltes la paraula sexualitat o algú et pregunta sobre la teva sexualitat, tendeixes a parlar de la teva orientació i ja està. Però l'orientació és literalment només un dels components i n'hi ha molt més. La resta dels set components mai no es parla ni es discuteix ni s’explora, però són exactament els que expliquen els matisos de la identitat sexual de qualsevol persona. Per exemple, és difícil que algú entengui com un home gai pot casar-se amb una dona i tenir fills sense una comprensió adequada d'aquest model ”.